# Sok pomarańczowy

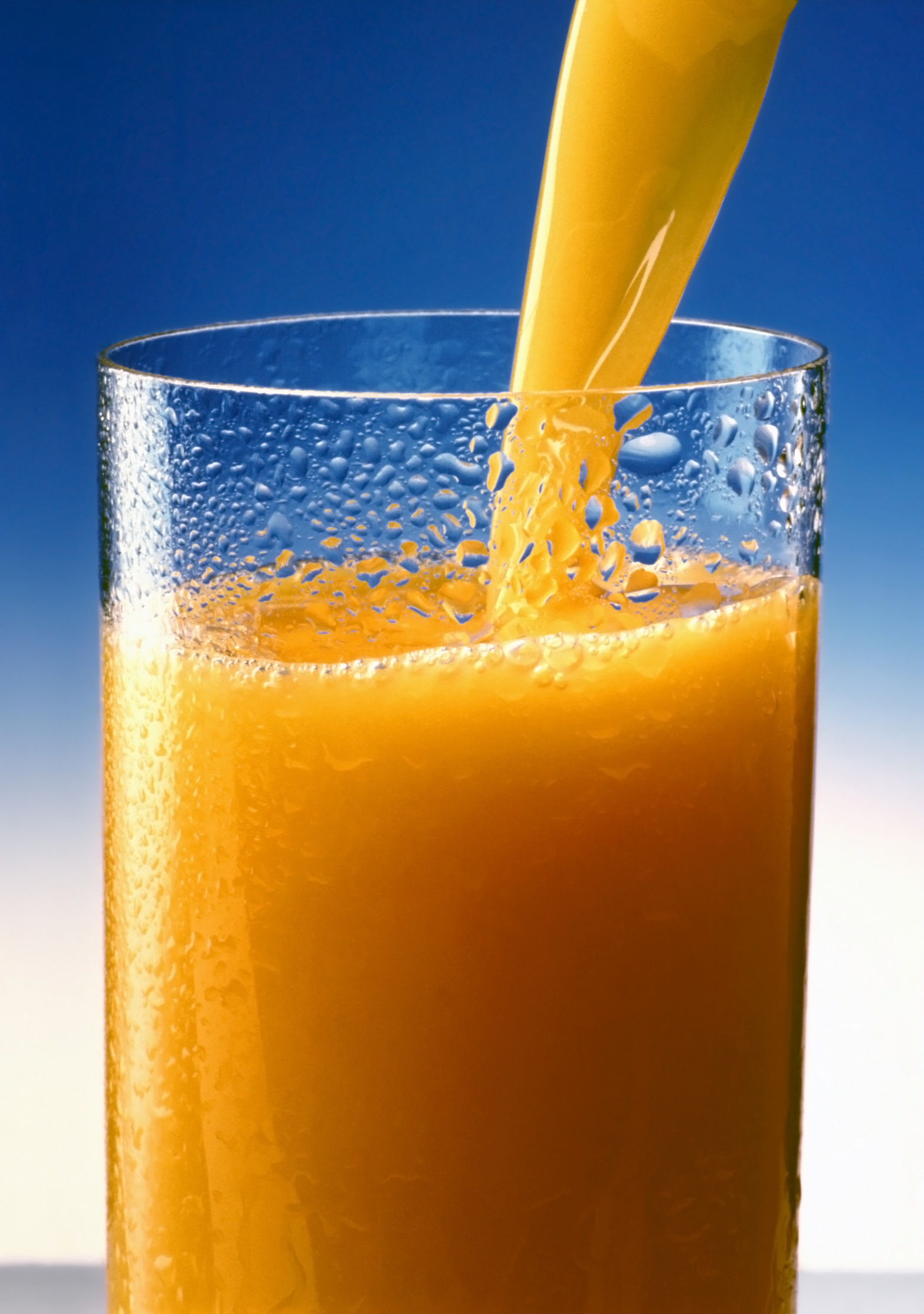
Szklanka soku pomarańczowego

Sok pomarańczowy – niesfermentowany sok owocowy otrzymany przez wyciśnięcie miąższu dojrzałych pomarańczy Citrus sinensis.
Prawdziwy sok ze świeżych pomarańczy jest nietrwały (zaledwie kilka godzin) i w związku z tym trudny do komercjalizacji. Dlatego produkowany na skalę przemysłową sok pomarańczowy musi zostać poddany obróbce technologicznej, która wydłuża jego trwałość i zapewnia bezpieczeństwo spożycia. W związku z tym wyciśnięty świeży sok jest filtrowany, chłodzony i ewentualnie pasteryzowany, zanim trafi na sklepowe półki jako sok pomarańczowy otrzymany „nie z koncentratu” (ang. not from concentrate, NFC). Świeży sok może też zostać poddawany procesowi zagęszczenia, aż do uzyskania koncentratu soku pomarańczowego. Koncentrat ma dłuższy okres przydatności do spożycia, jest łatwiejszy do przechowywania i transportu, w ten sposób obniżając koszty produkcji. Następnie przez dolanie wody do koncentratu sok trafia na rynek jako sok pomarańczowy (otrzymany) z koncentratu.

## Proces produkcyjny
Przemysłowa produkcja soku pomarańczowego składa się z następujących etapów:
- zbiór dojrzałych pomarańczy na plantacjach
- transport samochodami ciężarowymi do fabryki soków
- rozładunek i umieszczenie w magazynie
- kontrola stopnia dojrzałości owoców na podstawie pobranych próbek
- mycie na taśmie przy użyciu detergentów i szczotek w celu usunięcia piachu, brudu i mikroorganizmów
- płukanie i suszenie umytych owoców
- usuwanie egzemplarzy złej jakości
- segregowanie pomarańczy według wielkości
- mechaniczne wyciskanie soku z owoców
- filtracja soku

Na tym etapie produkcji przefiltrowany sok może być chłodzony lub poddany pasteryzacji, jeżeli jest przeznaczony do sprzedaży jako sok pomarańczowy NFC, albo może zostać zagęszczony do koncentratu.
Naturalny sok pomarańczowy ma niskie pH (około 4), co w pewnym stopniu zabezpiecza go przed rozwojem mikroorganizmów (bakterii, drożdży i pleśni), pasteryzacja dodatkowo zmniejsza ilość mikroorganizmów.
Podczas pasteryzacji zostają także unieczynnione enzymy, które odpowiadają za oddzielenie się miąższu od soku. Proces taki zachodzi naturalnie w świeżym soku (sedymentacja).
Zagęszczanie soku pomarańczowego polega na odparowaniu z niego części wody w specjalnych urządzeniach, które wykorzystują parę wodną do podgrzania soku w warunkach próżni. W urządzeniach najnowszej generacji, stosowanych w Japonii, działanie wysokiej temperatury na sok zostało zminimalizowane. Otrzymany koncentrat soku jest w przybliżeniu 5 razy bardziej skoncentrowany niż świeży sok wyciśnięty z pomarańczy. Koncentrat soku zostaje schłodzony do 13 °C w specjalnych próżniowych kontenerach. Następnie miazga owocowa zostaje oddzielona od soku poprzez filtrację i poddana pasteryzacji. Klarowny sok poddaje się dalszemu zagęszczaniu w temperaturze 10 °C metodą odwróconej osmozy. Tak otrzymany koncentrat soku jest przechowywany w nierdzewnych i chłodzonych stalowych zbiornikach.
Zrekonstruowanie soku pomarańczowego polega na zmieszaniu koncentratu soku z wodą (i miazgą), aż do otrzymania soku o właściwym stosunku cukru do kwasu i pożądanym wyglądzie i smaku.
Na każdym etapie produkcji wykonywane są badania kontrolne jakości soku. Także końcowy produkt zostaje poddany kontrolnym testom, tj. mierzenie poziomu kwasowości, zawartości olejku, określenie konsystencji i ilości miazgi, koloru, lepkości, czystości mikrobiologicznej i smaku.
W opakowaniu dla klientów sok pomarańczowy zachowuje przydatność do spożycia przez 6 do 8 miesięcy w temperaturze pokojowej.
Do ubocznych produktów podczas produkcji soku pomarańczowego należą: skórka i pozostałości z miazgi. Można z nich otrzymać: pektyny do produkcji dżemów, kwas cytrynowy, lotny olejek pomarańczowy, paszę i kandyzowaną skórkę.

## Postacie w handlu
W handlu sok pomarańczowy występuje głównie w trzech postaciach:
- nieskoncentrowany napój, gotowy do picia, nieotrzymany z koncentratu (w 1995 udział tej postaci soku wynosił 37% na rynku północnoamerykańskim)
- odtworzony płyn z koncentratu soku, gotowy do picia, który został rozcieńczony przez producenta przed wprowadzeniem do sprzedaży (w 1995 udział tej postaci soku na rynku północnoamerykańskim wyniósł około 39%)
- zamrożony koncentrat, który klient przed spożyciem musi rozcieńczyć wodą; postać soku, która pojawiła się w Stanach Zjednoczonych w latach 1945–1946 i była tam najbardziej popularną postacią soku aż do 1985

Od późnych lat dwudziestych XX wieku przemysłowa produkcja soku sukcesywnie przyczyniała się do wzrostu jego popularności. Obecnie sok pomarańczowy do picia jest szczególnie popularny w Stanach Zjednoczonych, Kanadzie, Europie Zachodniej i Japonii. Aseptyczny sposób pakowania umożliwia sprzedaż soku gotowego do picia bez konieczności przechowywania w lodówce.

## Wartość odżywcza i energetyczna
Wartość odżywcza – dane dla 100 ml świeżego soku pomarańczowego:
- Wartość energetyczna: 45 kcal
- Węglowodany: 10,4 g
- Białko: 0,7 g
- Tłuszcze: 0,2 g
- Cholesterol: 0,0 mg
- Sód: 1,00 mg
- Błonnik: 0,2 g
- Indeks glikemiczny: 45

Na konsystencję, smak i zapach soku wywierają wpływ naturalne składniki obecne w owocach pomarańczy: woda, cukry proste (sacharoza, glukoza i fruktoza), kwasy organiczne (głównie cytrynowy, jabłkowy i winowy), a także związki zapachowe w postaci różnorodnych estrów, alkoholi, ketonów, laktonów czy węglowodorów.
Proces produkcyjny soku pomarańczowego ma ujemny wpływ na jego wartość odżywczą. Świeżo wyciśnięty sok z pomarańczy ma większą wartość odżywczą niż sok o długim terminie przydatności do spożycia kupiony w sklepie, albowiem podczas produkcji dochodzi do częściowego zniszczenia składników odżywczych, np. pod wpływem wysokiej temperatury podczas pasteryzacji czy zagęszczania. Jednak dzięki stałemu ulepszaniu technologii produkcji (np. ograniczanie i skrócenie do minimum poddawania soku działaniu wysokiej temperatury) różnice nie są duże, np. jedna szklanka sklepowego soku pomarańczowego otrzymanego z koncentratu zawiera 100 mg witaminy C i 40 mikrogramów beta-karotenu, podczas gdy jedna szklanka świeżo wyciśniętego soku zawiera 125 mg witaminy C i 80 mikrogramów beta-karotenu.
Dostępny na sklepowych półkach sok pomarańczowy, także ten wyprodukowany na bazie koncentratu, pomimo pewnych strat witaminowych, jest w dalszym ciągu napojem o dobrej wartości odżywczej dla organizmu, znacznie lepszej niż słodzone napoje gazowane czy napoje owocowe.
Spożycie całego owocu pomarańczy (bez skórki) ma większą wartość odżywczą niż wypicie soku przyrządzonego ze świeżych pomarańczy, chyba że do soku zostanie dołączona miazga pozostała po wyciśnięciu, która zostaje normalnie zjedzona podczas konsumowania owocu, wtedy wartość odżywcza soku pozostaje taka sama jak całego owocu.
Należy jedynie zachować umiar w piciu soku z pomarańczy, gdyż duże ilości wypijanego soku dostarczają do organizmu więcej cukru, a tym samym kalorii, niż jedna zjedzona pomarańcza średniej wielkości, która zawiera około 18 gramów cukru i 100 kcal, podczas gdy półlitrowa butelka soku zawiera około 42 gramy cukru i dostarcza 225 kcal.

## Chemiczne dodatki
Dozwolone chemiczne dodatki  do soku pomarańczowego obejmują:
- środki konserwujące: dwutlenek siarki, benzoesan sodu
- przeciwutleniacze: kwas askorbinowy, tokoferol alfa, EDTA, BHA, BHT
- środki słodzące: syrop kukurydziany, dekstroza
- sztuczne środki słodzące
- kwas cytrynowy dla nadania cierpkości
- fosforan wapnia

Producenci często wzbogacają fabryczny sok pomarańczowy w dodatkową porcję witamin: C, rzadziej A i E czy betakarotenu.

## Wpływ na zdrowie
Już w latach 90. XIX wieku lekarze odkryli, że picie soku z pomarańczy lub innych owoców cytrusowych mogło zapobiegać szkorbutowi – chorobie spowodowanej niedoborem witaminy C w pożywieniu.
Sok pomarańczowy zawiera dużo witaminy B9 i witaminy C. Picie soku pomarańczowego zmniejsza ryzyko zachorowania na osteoporozę oraz łagodzi jej objawy w trakcie trwania choroby, zapobiega zawałowi serca oraz redukuje poziom cholesterolu. Dzięki antyoksydantom oraz hesperydynie poprawia funkcjonowanie naczyń krwionośnych oraz wydolność nerek. 
Ze względu na zawartość cukrów w soku pomarańczowym, przy nienależytej higienie jamy ustnej, napój ten może niszczyć szkliwo zębów, podobnie jak napoje gazowane. Obróbka chemiczna i podgrzewanie soków negatywnie wpływa na składniki odżywcze będące w soku pomarańczowym poprzez niszczenie witamin i związków mineralnych oraz zmieniając skład wody. Sok bez obróbki chemicznej nie zawsze smakuje tak samo przy każdym wypiciu (w przeciwieństwie do tych, które przetworzono chemicznie).
Z soków pomarańczowych najzdrowsze są soki jednodniowe.

## Producenci
W Polsce sok pomarańczowy produkują m.in. firmy Hortex, Tymbark, Marwit, Fortuna oraz Coca-Cola (Cappy).